# Hilarempis brevistyla
Hilarempis brevistyla är en tvåvingeart som beskrevs av Collin 1928. Hilarempis brevistyla ingår i släktet Hilarempis och familjen dansflugor. Inga underarter finns listade i Catalogue of Life.